# Ryan García
Ryan García (Victorville, 8 agosto 1998) è un pugile statunitense con cittadinanza messicana.
Soprannominato "The Flash" o "kingryan", è stato campione WBC ad interim dei pesi leggeri tra gennaio e maggio 2021. 
A marzo 2023, la rivista The Ring lo inserì al terzo posto nella classifica dei migliori pugili leggeri.

## Biografia
Nato in California da genitori con origini messicane, ha tre sorelle ed un fratello, Sean García, anche lui pugile professionista.
Da dilettante (2008-2016) vanta un record di 215 vittorie e 15 sconfitte.
Ha avuto una relazione con l'attrice pornografica Savannah Bond.

## Carriera

### Professionisti
García debutta come professionista il 9 giugno 2016, battendo Edgar Meza per KO al primo round; subito dopo il match, firma con la Golden Boy Promotions.
Dopo altre 9 vittorie, il 15 settembre 2017 conquista il titolo Junior WBC-NABF dei pesi superpiuma ai danni di Miguel Carrizoza.
Il 4 maggio 2018, invece, battendo ai punti Jayson Vélez, vince il titolo Junior WBO-NABO sempre dei pesi superpiuma. 
Nel settembre 2019, García rinnova per cinque anni il contratto con la Golden Boy.
Il 2 novembre seguente, battendo al primo round Romero Duno, vince il titolo Silver WBC dei pesi leggeri. Il 14 febbraio 2020, difende il titolo per KO contro Francisco Fonseca.
Il 2 gennaio 2021 vince, sempre per KO, il vacante WBC ad interim dei pesi leggeri contro Luke Campbell.
Il 24 aprile 2021 il messicano rende vacante il titolo, a seguito della decisione di non difenderlo contro Javier Fortuna e preferire una guarigione mentale e fisica.
Torna sul ring quasi un anno dopo, il 9 aprile 2022, vincendo ai punti (119-108, 119-108, 118-109) contro il ghanese Emmanuel Tagoe, ex campione IBO dei pesi leggeri.
Il 17 luglio seguente affronta Javier Fortuna; l'incontro, dominato da García, si conclude con un KO al sesto round.
Il 24 febbraio 2023 viene annunciato, per il 22 aprile successivo, l'incontro tra García e Gervonta Davis per il titolo mondiale WBA dei pesi leggeri. Nel giorno dell'incontro, García viene mandato KO al settimo round, subendo la sua prima sconfitta in carriera.
Il 21 aprile 2024, García emerge vittorioso dall'incontro con Devin Haney, grazie ad una decisione per maggioranza al termine del dodicesimo e ultimo round. Il 1º maggio seguente il pugile viene trovato positivo all'Ostarina, sostanza che migliora le prestazioni atletiche. L’originaria vittoria diviene quindi un no contest e a García viene afflitta una multa di 1 milione di dollari e una sospensione di almeno un anno.
Il 2 maggio 2025 sfida a Times Square Rolando Romero per il titolo vacante WBA dei pesi welter, perdendo però per decisione unanime.

## Risultati nel pugilato
| Risultato | Record   | Avversario            | Metodo | Data              | Round   | Luogo                            | Note                                                                                                   |  |
| Sconfitta | 24-2 (1) | Rolando Romero        | UD     | 2 maggio 2025     | 12 (12) | Times Square, New York           | Per il titolo vacante WBA (Regular) dei pesi welter                                                    |  |
| NC        | 24-1 (1) | Devin Haney           | NC     | 20 Aprile 2024    | 12 (12) | Madison Square Garden, New York  | Inizialmente vittoria MD per García, poi dichiarata NC dopo il mancato superamento del test antidoping |  |
| Vittoria  | 24–1     | Oscar Duarte          | KO     | 3 Dicembre 2023   | 8 (12)  | Houston, Texas                   | |  |
| Sconfitta | 23–1     | Gervonta Davis        | TKO    | 22 Aprile 2023    | 7 (12)  | T-Mobile Arena, Las Vegas        | |  |
| Vittoria  | 23–0     | Javier Fortuna        | KO     | 17 luglio 2022    | 6 (12)  | Crypto.com Arena, Los Angeles    | |  |
| Vittoria  | 22–0     | Emmanuel Tagoe        | UD     | 9 aprile 2022     | 12      | Alamodome, San Antonio           | |  |
| Vittoria  | 21–0     | Luke Campbell         | KO     | 2 gennaio 2021    | 7 (12)  | American Airlines Center, Dallas | Vince il titolo WBC ad interim dei pesi leggeri                                                        |  |
| Vittoria  | 20–0     | Francisco Fonseca     | KO     | 14 febbraio 2020  | 1 (12)  | Honda Center, Anaheim            | Difende il titolo Silver WBC dei pesi leggeri                                                          |  |
| Vittoria  | 19–0     | Romero Duno           | KO     | 2 novembre 2019   | 1 (12)  | MGM Grand, Las Vegas             | Vince il titolo Silver WBC dei pesi leggeri                                                            |  |
| Vittoria  | 18–0     | Jose Lopez            | TKO    | 30 marzo 2019     | 2 (10)  | Fantasy Springs Casino, Indio    | |  |
| Vittoria  | 17–0     | Braulio Rodriguez     | KO     | 15 dicembre 2018  | 5 (10)  | Madison Square Garden, New York  | |  |
| Vittoria  | 16–0     | Carlos Morales        | MD     | 1 settembre 2018  | 10      | Fantasy Springs Casino, Indio    | |  |
| Vittoria  | 15–0     | Jayson Vélez          | UD     | 4 maggio 2018     | 10      | StubHub Center, Carson           | Vince il titolo Junior WBO-NABO dei pesi superpiuma                                                    |  |
| Vittoria  | 14–0     | Fernando Vargas Parra | KO     | 22 marzo 2018     | 1 (10)  | Indio                            | |  |
| Vittoria  | 13–0     | Noe Martinez Raygoza  | TKO    | 16 dicembre 2017  | 8 (8)   | Place Bell, Laval                | |  |
| Vittoria  | 12–0     | Cesar Alan Valenzuela | TKO    | 2 novembre 2017   | 3 (8)   | Tucson                           | Difende il titolo Junior WBC-NABF dei pesi superpiuma                                                  |  |
| Vittoria  | 11–0     | Miguel Carrizoza      | KO     | 15 settembre 2017 | 1 (8)   | MGM Grand, Las Vegas             | Vince il titolo Junior WBC-NABF dei pesi superpiuma                                                    |  |
| Vittoria  | 10–0     | Mario Macias          | KO     | 15 luglio 2017    | 1 (4)   | Forum, Inglewood                 | |  |
| Vittoria  | 9–0      | Tyrone Luckey         | TKO    | 6 maggio 2017     | 2 (6)   | T-Mobile Arena, Las Vegas        | |  |
| Vittoria  | 8–0      | Devon Jonnes          | KO     | 3 febbraio 2017   | 2 (6)   | Blasco Theatre, Los Angeles      | |  |
| Vittoria  | 7–0      | José Antonio Martinez | KO     | 17 dicembre 2016  | 2 (6)   | Forum, Inglewood                 | |  |
| Vittoria  | 6–0      | Mario Aguirre         | TKO    | 14 ottobre 2016   | 2 (4)   | Los Angeles                      | |  |
| Vittoria  | 5–0      | Jonathan Cruz         | TKO    | 17 agosto 2016    | 2 (4)   | Los Angeles                      | |  |
| Vittoria  | 4–0      | Cristian Jesus Cruz   | UD     | 27 luglio 2016    | 4       | Tijuana                          | |  |
| Vittoria  | 3–0      | Luis Lozano           | TKO    | 7 luglio 2016     | 1 (4)   | Tijuana                          | |  |
| Vittoria  | 2–0      | Hector Garcia         | TKO    | 24 giugno 2016    | 1 (4)   | Tijuana                          | |  |
| Vittoria  | 1–0      | Edgar Meza            | TKO    | 9 giugno 2016     | 1 (4)   | Tijuana                          | Debutta tra i professionisti                                                                           |  |